# Benetti

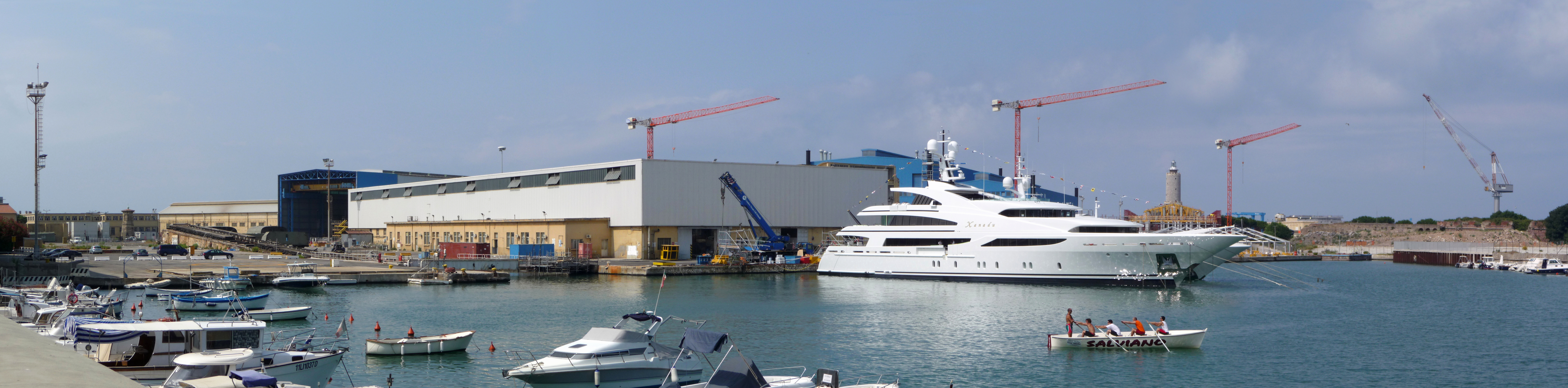
Benettis anläggning i Livorno. På bilden syns den 59 meter långa Xanadu (byggd 2008).

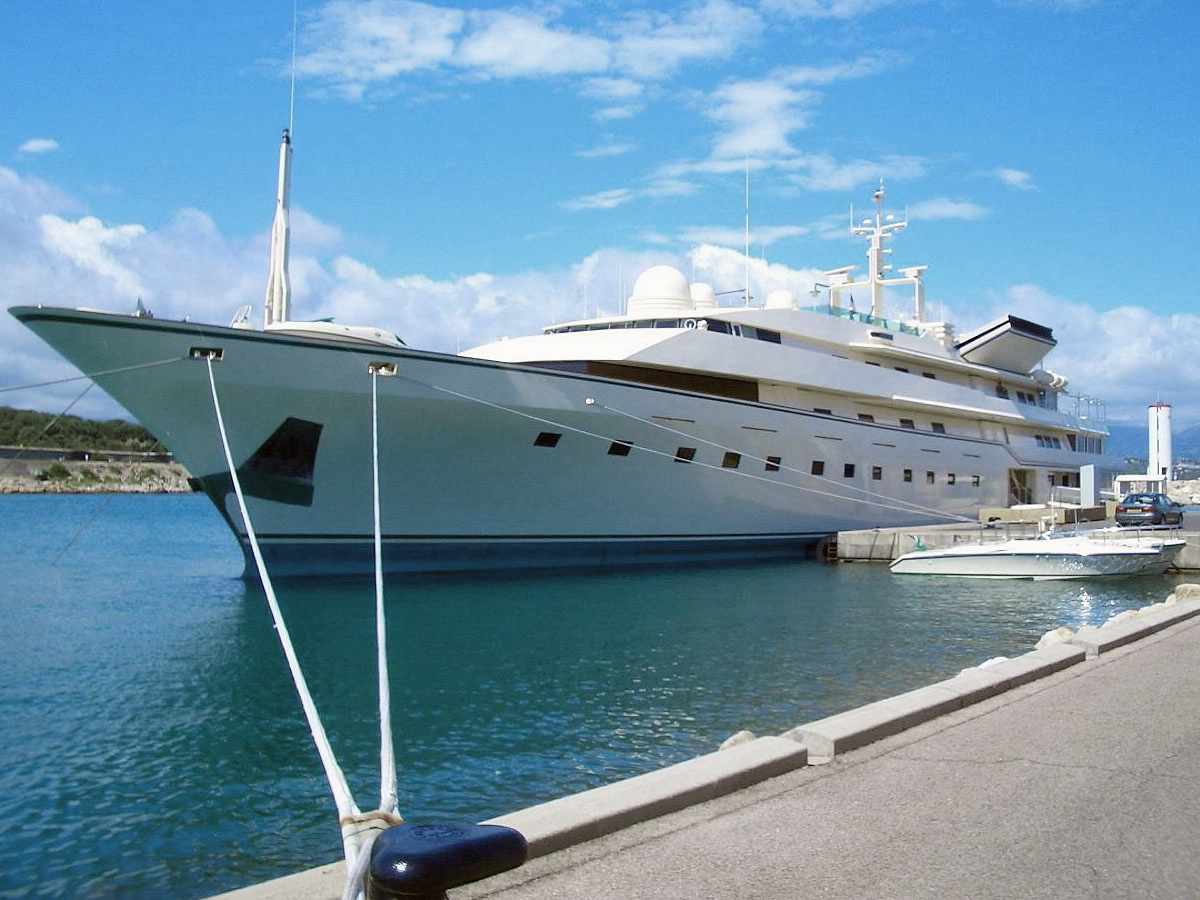
Kingdom 5KR (tidigare Nabila, byggd 1980).

Benetti är en italiensk båttillverkare. Benetti grundades 1873 och har sedan mitten av 1900-talet blivit en av världens största tillverkare av lyxyachter.
Benetti grundades 1873 av Lorenzo Benetti. Efter hans död 1914 togs företaget över av hans söner, Gino och Emilio, under det nya namnet Fratelli Benetti. Efter Ginos död 1927 gick hans söner Gusieppe och Virgilio in i företaget. 1954 delades företaget i två avdelningar, Fratelli Benetti tillverkade motor- och segelyachts medan  M&B Benetti fortsatte tillverkningen av kommersiella fartyg. Efter Emilios död 1963 togs företaget över av Gusieppe och hans son Lorenzo, som var drivande i yachttillverkningen. Under hans tid tillverkade Benetti bland annat den drygt 85 meter långa motoryachten Nabila åt den saudiska miljardären Adnan Khashoggi. Båten, som designades av Jon Bannenberg, har synts i filmen Never Say Never Again (1983).  
Benetti köptes på 1980-talet upp av Paolo Vitelli, ägaren till Azimut Yachts och de två företagen slogs ihop till Azimut-Benetti Group. Sedan 1990-talet har Benetti expanderat sina varv och har anläggningar i Viareggio, Livorno och Fano. Benetti har (2012) en modellserie, Benetti Class av motoryachts mellan 28 och 43 meter och tillverkar även specialdesignade större motoryachts. Några exempel på deras specialbyggda båtar är Reverie (70 meter, år 2000) och Diamonds Are Forever (61 meter, 2011).